# Gryposcleroma schidia
Gryposcleroma schidia är en fjärilsart som beskrevs av Józef Razowski 1986. Gryposcleroma schidia ingår i släktet Gryposcleroma och familjen vecklare. Inga underarter finns listade i Catalogue of Life.